# Scooby-Doo: Pirati dolaze!
Scooby-Doo: Pirati dolaze! (engl. Scooby-Doo! Pirates Ahoy!) deseti je dugometražni animirani DVD film iz serije Scooby Doo, izdan 2006. godine.

## Radnja
Prijatelji su sretni što napokon idu na zasluženi odmor od rješavanja misterija. Povod je Fredov rođendan. Njegovi ih roditelji, Skip i Peggy Jones, časte krstarenjem luksuznim prekooceanskim brodom imena Posejdonov raj. Ondje upoznaju simpatičnu voditeljicu puta, Sunčicu Oblačić, i kapetana Crothersa, koji im otkriva kamo plove – prema Bermudskom trokutu. Toga trenutka Crothers misteriozno nestaje, a na palubi uočavaju vanzemaljca. Nova je zagonetka pred njima, ali vanzemaljac je brzo uhvaćen, a krivac je upravo kapetan Crothers, a uz njega i Sunčica Oblačić, pa i Fredovi roditelji. Ovo je zapravo bila samo mala predstava kao dio zagonetnoga krstarenja, odnosno iznenađenje Fredovih roditelja, koji znaju da škvadra voli rješavati zagonetke. I tako ih se tijekom sljedeća dva dana izreda mnogo. Budući da ih društvo riješi u tako kratkom vremenu, ostali putnici na krstarenju ostaju razočarani jer planirano zagonetno krstarenje više neće biti zagonetno. Tada na pučini uočavaju i spašavaju brodolomca, astrokartografa Ruperta Garciju koji tvrdi da su mu pirati duhovi napali brod. Susreću i Biffa Tekića, ekscentričnoga milijardera, koji se s neba jet packom ukrcava na brod kako bi od kapetana zatražio goriva, kojega mu je ponestalo. Misleći da je sve ovo još jedna predstava kapetana i Sunčice, prijatelji odlučuju ne miješati se u zagonetku kako ne bi uništili zabavu preostalim putnicima. Slijedi večera pod maskama i misteriozni šou koji vodi mađioničar i hipnotizer Mister Mysterio. Međutim, šou se prekida kada kruzer sa svoga sablasnog broda napadnu spomenuti pirati duhovi i otmu putnike, među njima i Fredove roditelje. Škvadra sada napokon shvaća da ova zagonetka ipak nije planirana i kreće u potragu.

## Glasovi
Film je sinkroniziran za DVD izdanje.
| Lik                                         | Engleska inačica | Hrvatska inačica                                      |
| ------------------------------------------- | ---------------- | ----------------------------------------------------- |
| Scooby-Doo                                  | Frank Welker     | Luka Peroš                                            |
| Shaggy Rogers                               | Casey Kasem      | Dražen Bratulić                                       |
| Daphne Blake                                | Grey DeLisle     | Sanja Marin                                           |
| Fred Jones                                  | Frank Welker     | Hrvoje Klobučar                                       |
| Velma Dinkley                               | Mindy Cohn       | Vanja Ćirić                                           |
| Biff Tekić (Wellington)/ Kapetan Tvorobradi | Ron Perlman      | Siniša Ružić                                          |
| Rupert Garcia                               | Freddy Rodriguez | Rakan Rushaidat                                       |
| Skip Jones                                  | Tim Conway       | Ranko Tihomirović                                     |
| Peggy Jones/Slana Sally                     | Edie McClurg     | Mirela Brekalo                                        |
| Sunčica Oblačić                             | Kathy Najimy     | Maja Katić                                            |
| Kapetan Crothers                            | Arsenio Hall     | Krunoslav Klabučar                                    |
| Šime (Wally) Drvena Noga/ Mr. Mysterio      | Dan Castellaneta | Ozren Grabarić                                        |
| Članovi posade Galaxy Gazera                | ???              | Ranko Tihomirović Krunoslav Klabučar Denin Serdarević |
| Putnik s naočalama na Posejdonovom raju     | ???              | Sven Šestak                                           |